# Atherigona vittata
Atherigona vittata är en tvåvingeart som beskrevs av William Joseph Rainbow 1897. Atherigona vittata ingår i släktet Atherigona och familjen husflugor.
Artens utbredningsområde är Tuvalu. Inga underarter finns listade i Catalogue of Life.